# Willem Adriaan II van Horne

Willem Adriaan graaf van Horne

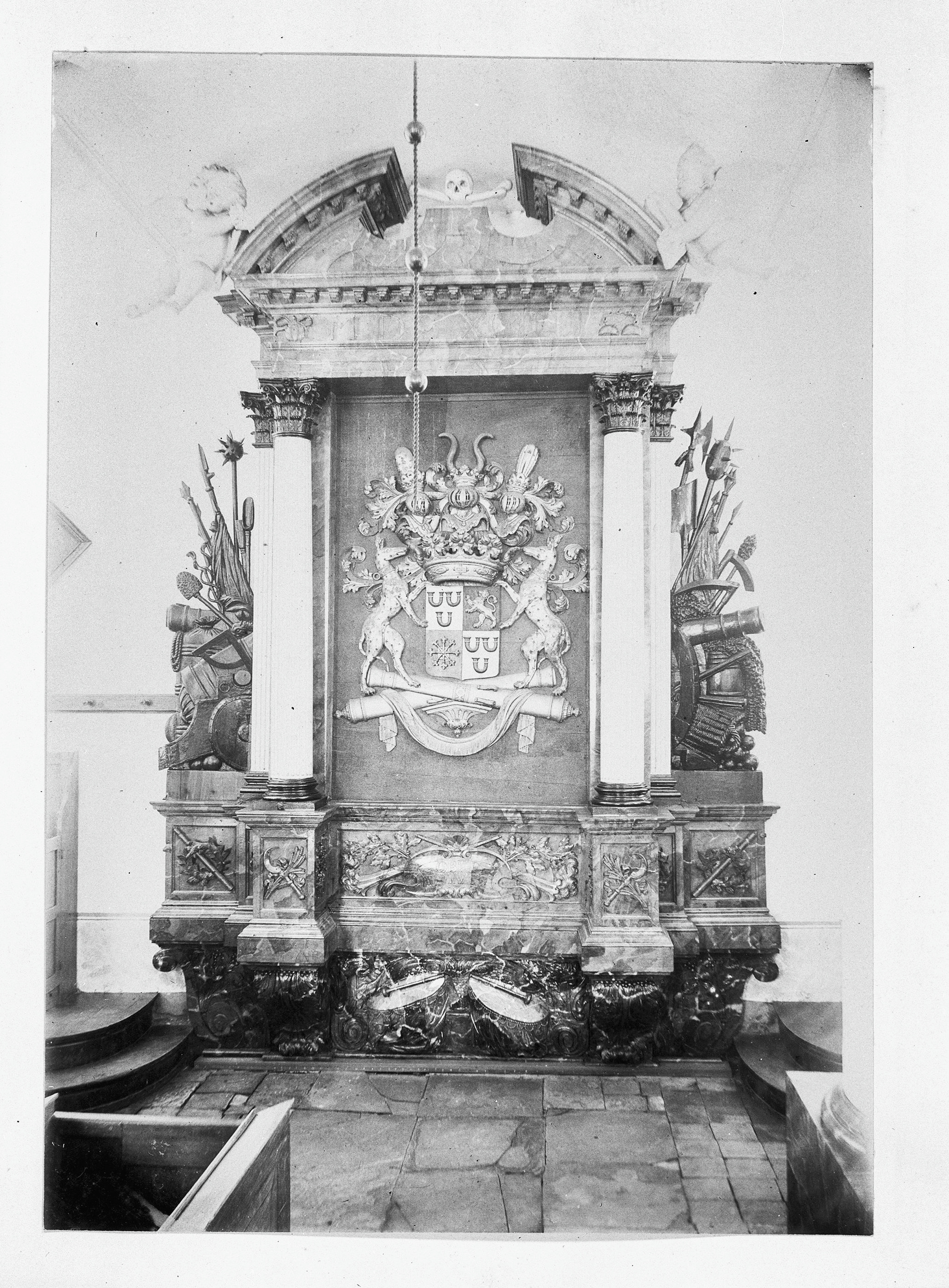
Epitaph in St. Victor in Batenburg

Willem Adriaan II van Horne (Kessel, 1633 – 4 maart 1694) was een Nederlands meester-generaal der artillerie.

## Biografie

### Familie
Van Horne was een zoon van Johan Belgicus van Horne graaf van Horne en baron van Kessel en Batenburg (Kessel, ca. 1606-) en Johanna van Bronckhorst-Batenburg-Steyn vrouwe van Batenburg van 1659 tot 1676 (1602 - Batenburg, 1676).
Hij trouwde op 2 maart 1659 met Anna Justina van Nassau, (gedoopt Den Haag, 5 juli 1638 - Den Haag, 3 juni 1721). Zij was een dochter van Willem Maurits van Nassau en Maria van Aerssen van Sommelsdijk. Uit zijn huwelijk zijn de volgende drie dochters geboren:
- Isabella Justine van Horne gravin van Horne-Batenburg (1661-3 juli 1734). Zij trouwde op 16 april 1701 met Ernst van Bentheim-Steinfurt graaf van Bentheim-Steinfurt (18 november 1661 - 10 maart 1713).
- Amelie Louise van Horne gravin van Horne (gedoopt in Den Haag, 19 augustus 1665-), trouwde op 9 april 1694 met Lodewijk van Nassau-Ottweiler (1661-1699). Hij was een zoon van Johan Lodewijk van Nassau-Ottweiler en Dorothea Catharina van Palts-Birkenfeld-Bischweiler
- Johanna Sidonie van Horne gravin van Horne (Den Haag, ca. 1667-)

### Loopbaan
Na het overlijden in 1669 van de meester-generaal Wigbolt van der Does wensten de Staten van Holland Van Horne en de andere staten Frederik van Nassau-Zuylestein benoemd te zien. Pas bij commissiebesluit van 12 april 1672 benoemden de Staten-Generaal Van Horne tot meester-generaal der artillerie. Hij had vervolgens een belangrijk aandeel in de krijgsverrichtingen ter land en ter zee in de tweede helft van de zeventiende eeuw en ontwierp nog in 1672 een nieuwe samenstelling van het personeel te velde, die werd aangenomen (resolutie Raad van State van 2 mei 1672). Ten tijde van zijn benoeming had hij de rang van sergeant-majoor in het leger, was hij kolonel van een regiment infanterie, gouverneur van Heusden en in 1688 werd hij benoemd tot gouverneur van Vlaanderen. Van Horne volgde zijn vader op als graaf van Horne, baron van Kessel en heer van Batenburg.
De Koninklijke Militaire School (KMS), in Nederland de bakermat voor onderofficieren, was gevestigd op de naar hem in (1938 - 2014) vernoemde Van Hornekazerne in Weert.

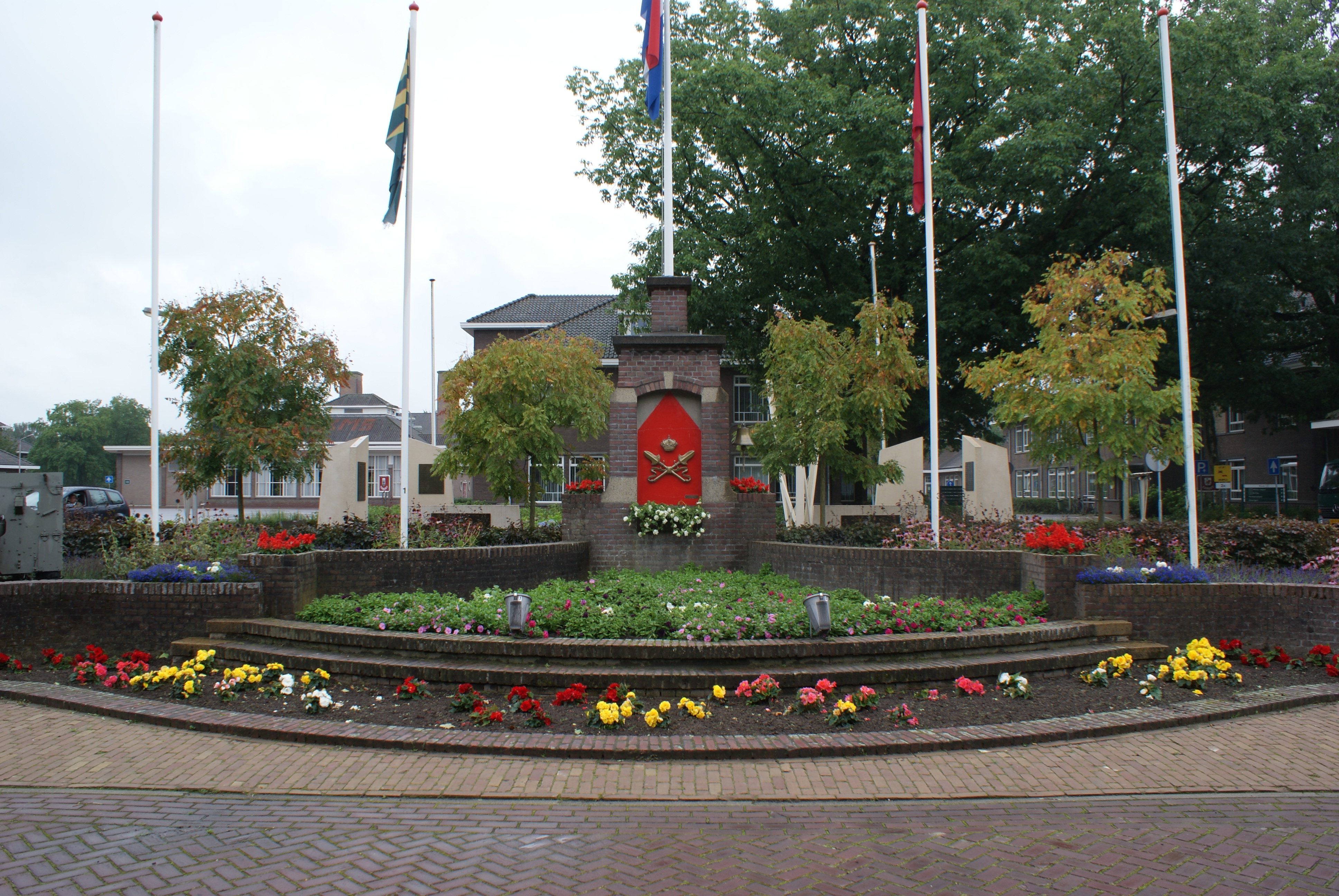